# Eparchie varšavsko-bílská
Eparchie Varšava-Bílsko je eparchie Polské pravoslavné církve nacházející se v Polsku.

## Území a titul biskupa
Zahrnuje území severní části Mazovského vojvodství a jižní části Podleského vojvodství.
Eparchiálnímu biskupovi náleží titul metropolita varšavský a celého Polska.

## Historie
Dne 4. května 1834 byl zřízen Varšavský vikariát volyňské eparchie. Na území tehdejšího Kongresového Polska se nacházelo 6 chrámů a Jabłeczenský monastýr. Prvním biskupem varšavským se stal archimandrita Antonij (Rafalskij). O pět let později vzrostl počet chrámů na číslo 12.
Dne 1. října 1840 byl vikariát přeměněn na samostatnou eparchii. Dne 17. ledna 1843 byl na katedru jmenován arcibiskup Nikanor (Klementěvskij), který sjednotil pod svou kontrolu volyňskou eparchii, a nesl titul varšavský a volyňský. Roku 1860 došlo k rozdělení eparchií, čímž se varšavská eparchie dostala do finančních problémů a k nedostatku duchovních.
Po potlačení Lednového povstání roku 1864, přijala ruská vláda opatření na podporu a koordinaci výstavby pravoslavných chrámů v Polsku. Úřady také přijaly opatření ke sjednocení řeckokatolíků na území Chełmu s pravoslavím. Dne 1. května 1875 Svatý synod připojil řeckokatolickou eparchii Chełm (268 chrámů a kolem 250 tisíci věřících) k varšavské eparchii, tím získala název chełmská a varšavská. Dne 29. června 1905 byla zřízena samostatná chełmská eparchie.
Po vzniku Druhé Polské republiky v roce 1918, vláda zaujala politiku krajně nepřátelskou vůči pravoslaví. Roku 1921 byl na varšavskou katedru jmenován metropolita Serafim (Čičagov), kterého polské úřady nepustily do země. V září 1921 se exarchou Polska stal arcibiskup minský Georgij (Jaroševskij), který se v lednu 1922 stal metropolitou varšavským. Stejný rok byla chełmská eparchie připojena k varšavské. 
Pod tlakem úřadů začal metropolita Georgij usilovat o autokefalitu Polské církve. V srpnu 1924 se Synod Polské církve obrátil na patriarchu moskevského Tichona s prosbou o udělení autokefality, na tuto žádost nepřišla žádná odpověď. Poté byla zaslána stejná žádost patriarchu konstantinopolskému Grigoriu VII., který 13. listopadu 1924 církvi autokefalitu udělil.

### Přehled názvů eparchie
- Varšavský vikariát (1834–1840)
- eparchie varšavská a novogeorgijevská (1840–1843)
- eparchie varšavská a volyňská (1843–1860)
- eparchie varšavská a novogeorgijevská (1860–1875)
- eparchie chełmská a varšavská (1875–1905)
- eparchie varšavská a privislenská (1905–1923)
- eparchie varšavská a chełmská (1923–1939)
- eparchie varšavská (1939–1940)
- eparchie varšavská a radomská (1940–1948)
- eparchie varšavská a bílská (od 1948)

## Seznam biskupů
- 1834–1843 Antonij (Rafalskij)
- 1843–1848 Nikanor (Klementěvskij)
- 1848–1860 Arsenij (Moskvin)
- 1860–1875 Ioannikij (Gorskij)
- 1875–1891 Leontij (Lebedinskij)
- 1891–1898 Flavian (Goroděckij)
- 1898–1905 Ieronim (Ekzempljarskij)
- 1905–1908 Nikanor (Kamenskij)
- 1908–1915 Nikolaj (Ziorov)
- 1917–1918 Ioasaf (Kallistov) dočasný správce
- 1918–1921 Vladimir (Tichonickij) dočasný správce
- 1918–1921 Serafim (Čičagov), nemohl převzít eparchii
- 1921–1923 Georgij (Jaroševskij)
- 1923–1939 Dionisij (Valedinskij)
- 1939–1940 Serafim (Lade) dočasný správce
- 1940–1947 Dionisij (Valedinskij)
- 1947–1951 Tymoteusz (Szretter) dočasný správce
- 1951–1959 Makary (Oksijuk)
- 1961–1962 Tymoteusz (Szretter)
- 1962–1965 Georgij (Korenistov) dočasný správce
- 1965–1969 Stefan (Rudyk)
- 1969–1970 Georgij (Korenistov) dočasný správce
- 1970–1998 Bazyli (Doroszkiewicz)
- od 1998 Sawa (Hrycuniak)